# Майор Гром
«Майо́р Гром» — серия комиксов о майоре МВД Игоре Громе, созданная российским издательством Bubble Comics и публиковавшаяся в период с 2012 по 2017 год. Изначально художником выступал Константин Тарасов, затем должность перешла к Анастасии Ким, рисовавшей большинство последующих выпусков. Сценаристом большей части номеров серии был Артём Габрелянов, основатель издательства Bubble, в разное время работавший в соавторстве с Евгением Федотовым и Иваном Скороходом. В январе 2017 года в рамках инициативы «Второе дыхание» серия была закончена и заменена на другую, под заголовком «Игорь Гром», которая является её продолжением. В 2021 году «Игорь Гром» был также завершён и продолжен серией комиксов «Майор Игорь Гром».
Основное действие комикса происходит в альтернативном Санкт-Петербурге. Главный герой серии — майор полиции по имени Игорь Гром, известный своим непримиримым отношением к преступности, честностью, неподкупностью, а также детективными способностями и навыками рукопашного боя. На протяжении всей серии Гром борется с преступностью. Главным противником Грома является серийный убийца Сергей Разумовский, скрывающийся под образом чумного доктора. Сюжет комикса переплетается с другими сериями издательства Bubble: «Красной Фурией», «Бесобоем» и «Иноком». Напрямую главные герои перечисленных серий пересекаются в арке-кроссовере «Время Ворона».
В целом «Майор Гром» получил положительные отзывы от профильных журналистов. Первая сюжетная арка под названием «Чумной Доктор» не снискала положительных оценок от рецензентов. Тем не менее, критики отмечали, что с каждым следующим сюжетом качество комикса постепенно улучшается. 19 февраля 2017 года состоялась премьера короткометражной экранизации. В 2021 вышла полнометражная экранизация первой сюжетной арки комикса под названием «Майор Гром: Чумной Доктор».

## Сюжет
Первая сюжетная арка под названием «Чумной Доктор» разворачивается вокруг одноимённого серийного убийцы, расправляющегося с коррумпированными врачами, бизнесменами, чиновниками и представителями власти. Расследовать дело поручают Игорю Грому и его напарнику Дмитрию Дубину. Во время расследования Игорь знакомится с журналисткой Юлией Пчёлкиной, которую спасет от бандитов, а также сходится в схватке с самим Чумным Доктором и проигрывает. После сражения Гром якобы раскрывает личность маньяка, однако обвинение оказывается ошибочным, и его отстраняют от дела. В конце концов Гром догадывается, что за маской Чумного Доктора скрывался миллиардер и основатель соцсети «Вместе» Сергей Разумовский. Оказывается, что образ был нужен ему лишь для того, чтобы избавиться от своих бывших приспешников в среде элит, так как появилась вероятность, что они могут раскрыть информацию о садистских пытках, устраиваемых Разумовским в своём особняке в специально обустроенном «Саду Грешников» над бездомными людьми. Грому удаётся остановить Чумного Доктора и заключить его под стражу.
Впоследствии майор отправляется в отпуск в Дублин, Ирландию, где он предотвращает покушение на жизнь британской королевы, устроенное террористической группой «Дети святого Патрика» по приказу оружейного барона Августа ван дер Хольта (сюжет «День святого Патрика»). После прибытия обратно в Россию Гром останавливает банду грабительниц, маскирующихся под диснеевских принцесс: Ариэль, Жасмин и Золушку (сюжет «Как в сказке»). В это время из тюрьмы совершает побег Сергей Разумовский, заручившийся поддержкой своего друга детства и наёмника Олега Волкова и планирующий отомстить майору (сюжет «Игра»). Он начиняет весь Санкт-Петербург бомбами и предлагает Игорю попытаться предотвратить взрывы. Затем Разумовский похищает родных и близких Грома и отправляет ему фотографию, на которой демонстрирует своих заложников. Дабы освободить тех, кто ему дорог, Грому приходится отправиться в Венецию сыграть в смертельную игру Разумовского на его условиях: он должен сыграть с Разумовским партию в шахматы, где потеря каждой его фигуры приводит к смерти одного из его родных и близких в плену. Всех спасти не удаётся, и многие близкие героя, в том числе его возлюбленная Юлия Пчёлкина, погибают от рук Чумного Доктора.
Проходит некоторое время, Гром пытается оправиться после смерти Юли. Чтобы отвлечься от скорби, он начинает уделять всё своё время работе. Он берёт дело о массовом исчезновении детей и в ходе расследования устанавливает причину исчезновений — похищения. Гром ловит похитителя — археолога Сергея Юрасова — и последний признаётся, что крал детей, рядом с которыми слышал голоса людей, — потенциальных жертв выросших детей. По его словам, способность слышать голоса пришла ему после того, как он на раскопках нашёл шлем мифического бога Кутха и порезался об него. Майор решает заглянуть в музей, в котором хранилась реликвия, чтобы лично взглянуть на неё, но вместо этого ему сообщают, что она была украдена. Возвратившись в отделение, он узнаёт, что новичок, с которым он работал при поиске детей, отправился в город, чтобы взять под арест Юрасова — тот признался ему в двойном убийстве. В сообщении, оставленном похитителем на автоответчике Грома, похититель говорит, что из-за того что тюрьмы ему не избежать, он решил убить новичка, ибо тот был слишком опасен, а затем и себя, что и должно стать тем самым двойным убийством. Гром начинает размышлять и приходит к выводу, что смерть одного человека может спасти жизни десятков других, после чего принимает решение убить Разумовского (сюжет «Голоса»).
Гром пытается убить Разумовского при переводе того в другую тюрьму, однако последнего похищают «Дети святого Патрика» по приказу Хольта и отвозят в Сибирь, чтобы тот стал телом-вместилищем для бога-ворона Кутха. По пути Гром встречает команду «МАК» вместе с Никой Чайкиной, известной как Красная Фурия, и предлагает им свою помощь. Узнав, что Гром ищет Разумовского, чтобы отомстить, Ника пытается внушить ему, что месть не приведёт ни к чему хорошему, и единственный выход для Игоря — жить дальше. Игорь и Ника прибывают в Сибирь, где застают Кутха, пленившего Инока. Герои вступают в бой со злодеем, но проигрывают. Кутх превращает Грома в монстра и тому начинает сниться сон, где Юля Пчёлкина жива. Когда майор осознаёт, что происходящее нереально, она резко меняется в настроении, даёт майору осколок стекла и призывает убить Разумовского, оказавшегося прямо перед Игорем. Гром отказывается, заявив, что прощает убийцу. После этого Игорь просыпается, превращается обратно в человека, а ему на помощь приходит светлая сторона Кутха. После столкновения светлой и тёмной частей бога-ворона, те начинают сливаться, освободив тела Грома и Разумовского, а затем, попав под боеголовки, выпущенные Хольтом, распадаться на чёрные и белые перья, заканчивая противостояние между героями и злодеями. Разумовскому удаётся сбежать, но Гром решает проигнорировать побег и вместо преследования заклятого врага заняться налаживанием собственной жизни (кроссовер «Время Ворона»).
Гром начинает принимать экспериментальные антидепрессанты, которые помогают ему подавить галлюцинации и спасти свою жизнь в борьбе с убийцей-гипнотизёром, называющим себя Сфинксом (сюжет «Загадка Сфинкса»). Продолжая принимать лекарство, Гром вступает в борьбу с наркомафией и криминальным авторитетом, известным как «Тень» (сюжет «Последнее дело»). Майор узнаёт, что когда-то следователь по имени Илья Косыгин почти расправился с наркомафией в городе, но был убит. Позже Грома находит якобы сам Косыгин, который объясняет, что решил инсценировать свою смерть после покушения на жизнь и «залечь на дно»; он предлагает Грому свою помощь. Найдя правую руку «Тени», человека по имени Заур, они заставляют его привести их к «Тени». По прибытии Косыгин вырубает Грома и убивает Заура, а затем «Тень» и его семью. Пришедший в себя Гром предотвращает убийство внука «Тени», но упускает Косыгина. Позже, на приёме у своего психиатра, Вениамина Рубинштейна, Гром рассказывает обо всём произошедшем. Выслушав его, психиатр приходит к выводу, что побочные эффекты от антидепрессанта вызвали у Грома раздвоение личности, и все убийства совершённые «Косыгином» в действительности дело рук самого Грома. Комикс кончается на том, что Гром попадает в психлечебницу.

### Основные персонажи
- Майор Игорь Гром — протагонист серии. Майор полиции, наделённый острым чувством справедливости и строго следующий принципам морали. Несмотря на положительные качества, порой бывает излишне агрессивным и прямолинейным. Имеет манеру решать сложные проблемы при помощи грубой силы, однако при необходимости способен действовать более аккуратно. Обладает развитым логическим мышлением, а также хорошей физической подготовкой[18]. Всегда носит кепку, серый шарф и коричневую куртку, часто его приметами в комиксе называют волевой подбородок и брови в форме молний[19][11][20].
- Дмитрий Дубин — напарник Игоря Грома по службе. Наивен, имеет высокие идеалистические убеждения[20]. На выбор работы в полиции повлияли фильмы и книги, повествующие о героических приключениях главного героя. Мечтав иметь такие же приключения, был лучшим учеником московского университета МВД. Закончив обучение вернулся в родной Санкт-Петербург, где стал напарником майора Игоря Грома. Не столь опытный сыщик и боец, как Гром, но, тем не менее, достаточно решителен в борьбе с преступностью.
- Юлия Пчёлкина — девушка Игоря Грома, журналистка[19][20]. По характеру открытая, оптимистичная. Готова рискнуть своей жизнью, чтобы помочь друзьям и близким. Обладает сильным характером, легко располагает к себе окружающих. Познакомилась с Громом после того, как тот спас её от бандитов[5]. Погибает от рук Чумного Доктора в конце «Игры»[10]. Её гибель резко изменила характер Грома — он впал в депрессию и начал задумываться об убийстве Разумовского, боясь, что тот снова вырвется на свободу и продолжит свои расправы[14].
- Фёдор Прокопенко — пожилой и опытный полковник полиции, начальник отдела, в котором служит майор Гром. Уважает Игоря, но, несмотря на это, зачастую отчитывает его за излишнюю своевольность[5][20].
- Сергей Разумовский / Чумной Доктор — заклятый враг майора Грома. Также известен как Гражданин. Миллиардер и основатель социальной сети «Вместе»[19][11][6]. Вырос в детдоме, с детства ощущал себя «белой вороной» и мечтал изменить мир к лучшему. Став миллиардером, снискал популярность среди молодёжи, стал известен своими эксцентричными выходками. Использует образ чумного доктора для совершения убийств[20]. В конце первой сюжетной арки во время отбывания срока в тюрьме приобретает раздвоение личности: одна субличность, называющая себя Чумным Доктором, является циничным, беспринципным и жестоким убийцей, а другая имеет безвольный, слабый характер. Является хорошим стратегом и бойцом. Умелый хакер и программист, имеет лидерские качества[5].
- Олег Волков — наёмник, начальник службы безопасности «Вместе», а также друг детства и телохранитель Сергея Разумовского[20].

## История создания

### Авторский состав
До того как создавать комиксы о российских супергероях, издательство Bubble выпускало одноимённый ежемесячный журнал сатирических комиксов. Он не снискал популярности, что стало причиной смены направления издательства с одного юмористического журнала на четыре обособленных (но чьи события происходят в рамках одной вселенной) серии супергеройских комиксов: «Бесобоя», «Инока», «Красной Фурии» и самого «Майора Грома». Сценаристами будущего комикса большую часть времени выступали Артём Габрелянов, основатель и генеральный директор издательства, и художник родом из Якутии Евгений Федотов, успевший до работы в Bubble издать свой авторский сборник комикс-стрипов «Кошки-мышки», совместив должности сценариста и художника. Поначалу Федотов работал для себя, набираясь опыта, затем на фрилансе, выполнял заказы для журналов, сайтов, рекламы. Начав работать в Bubble сценаристом в тандеме с Габреляновым, Федотов «уравновешивал» своего коллегу. По словам Артёма, «Женя <…> очень любит всё усложнять. А я наоборот — упрощать». Помимо сценария Федотов был активно вовлечён в процесс создания раскадровки, помогая художникам референсами. При работе над второй аркой «Майора Грома» место Федотова сменил Иван Скороходов. Автором идеи сюжетной арки «Загадка Сфинкса» выступил известный российский комиксист Виталий Терлецкий, а воплотил её Роман Котков.
Иллюстратором «Майора Грома» стал художник Константин Тарасов, изначально искавший работу в геймдеве. Не снискав успеха, он принял предложение обратившегося к нему тогда Габрелянова — стать одним из иллюстраторов его будущего издательства. В своём художественном стиле Тарасов черпал вдохновение в японских комиксах манга, в частности в работах мангак Кацухиро Отомо и Кэнтаро Миуры, а также в творчестве Шона Гордона Мёрфи и Серджио Топпи. За дизайн врагов майора Игоря Грома отвечала художница Анастасия Ким. Ещё до участия в создании комиксов Bubble работы Анастасии пользовались популярностью в Интернете, где она была известна по никнейму «Phobs»; частично популярность художницы повлияла и на рост популярности комикса. Комментируя процесс рисовки комикса, Ким отмечала, что нестрогое описание сценариев даёт «определённую свободу воображению, можно интерпретировать, предлагать свои идеи». Впоследствии она заменила Константина Тарасова в качестве основного художника серии. Помимо Тарасова и Ким иллюстраторами «Майора Грома» успели побывать Юлия Журавлёва, Анна Рудь, Эдуард Петрович, Екатерина Менадбе, Нина Вакуева.

### Дизайн персонажей
Основой для каждой из линеек комиксов Bubble стали архетипичные сюжеты, в случае «Майора Грома» — детектив про полицейского. Прототипом персонажа Игоря Грома стал герой «Господин Полицейский» из оригинального юмористического журнала: работая милиционером, он мог превращаться в супергероя с суперсилами, когда того требовала ситуация. После закрытия журнала Bubble генеральный директор издательства Артём Габрелянов и сценарист Евгений Федотов переработали «Господина Полицейского» в лишённого суперспособностей обычного полицейского-следователя, раскрывающего полноценные, не юмористические дела, иногда с элементами мистики. Помимо «Господина Полицейского» на образ Грома сильно повлияли Остап Бендер из советского романа «Двенадцать стульев» Ильи Ильфа и Евгения Петрова (в частности его внешний вид — кепка, куртка и шарф) и Шерлок Холмс, созданный английским писателем Артуром Конан Дойлем, с его аналитическими и дедуктивными способностями. Одно время рассматривалась возможность сделать Грома молодым начинающим полицейским, своеобразным «учеником» полковника Прокопенко. Таким образом, внутренняя работа полиции Петербурга раскрывалась бы персонажем и читателем одновременно, что позволило бы читателю соотнести себя с главным героем. По итогу от этой идеи было решено отказаться, и эти наработки впоследствии были использованы для создания персонажа Димы Дубина, напарника Грома.
Если прототипом для Игоря Грома послужил выдуманный персонаж, созданный самим издательством, то в основу образа главного антагониста серии, Сергея Разумовского (Чумного Доктора), легла фигура настоящего человека — российского предпринимателя и создателя социальной сети «ВКонтакте» Павла Дурова. Так, Разумовский, как и Дуров, стал миллиардером, заработавшим своё состояние благодаря созданию социальной сети, а также перенял его эксцентричность (в частности, в комиксе есть отсылка на случай, когда Дуров бросал из окна бумажные самолётики с банкнотами номиналом 5000 рублей). Помимо этого, журналисты также находили в Чумном Докторе заимствования элементов таких персонажей, как Джокера (заклятого врага Бэтмена из комиксов издательства DC), Загадочника (также одного из врагов Бэтмена) и Сефирота из серии видеоигр Final Fantasy. По мере выхода выпусков было решено дать персонажу предысторию, по которой он стал «…сиротой и компьютерным гением, страдающим от глупости и невежества окружающих его людей». Тем не менее, прошлое Разумовского не было раскрыто полностью и полноценно — авторам пришлось ограничиться лишь одной сценой детства Разумовского на уроке русского языка в школе, предназначенной для демонстрации причин возникновения его раздвоения личности во взрослые годы.

### Обвинения в государственной пропаганде
На мой взгляд в начале серии Гром был довольно… своеобразен как персонаж — сплав бурного темперамента и не сочетающихся с этим темпераментом качеств делал из него сомнительный образ, довольно далёкий от представлений большинства читателей о супергерое (а Гром изначально позиционировался именно так). С одной стороны, он откровенно пользовался своим служебным положением (я мент — моё право бить и громить без последствий для себя), с другой — соблюдение закона для него якобы на первом месте, несмотря на то, что он готов его нарушить в любой момент. Модель поведения персонажа почему-то заявлялась как правильная и едва ли не достойная подражания, а сам Гром представлялся как некий идеальный блюститель порядка (по крайней мере со стороны это выглядело именно так) — что вызывало множество нареканий, споров и вопросов.
Первые выпуски «Майора Грома» были встречены резкой критикой как со стороны читателей, так и со стороны профильной прессы, а в сторону Bubble стали появляться обвинения в прокремлёвской пропаганде. Основанием для обвинений стали такие элементы комикса, как белые ленты, которыми главный злодей первой сюжетной арки, серийный убийца Чумной Доктор, отмечает свои расправы над коррумпированными чиновниками и бизнесменами, а также волна протестов среди общественности, считающей Чумного Доктора героем, которая основана на протестном движении в России 2011—2013 годов. Более того, Арам Габрелянов — отец Артёма Габрелянова и владелец издательского дома News Media — выразил беспокойство очернением российской оппозиции в комиксах своего сына, при том что сам занимал прокремлёвскую позицию. Отвечая на критику и обвинения, Артём Габрелянов уверял, что при создании образа Чумного Доктора не планировал делать его однозначным и отъявленным злодеем, а присутствие в комиксе белой ленты было сделано в целях шутки и провокации. Дальнейшее превращение Чумного Доктора из мстителя в маске в маньяка-психопата, использующего мирный протест в целях захвата власти, Габрелянов оправдал большой популярностью персонажа. Он счёл, что «уводит читателя не в ту сторону», создав злодея, который импонирует публике больше положительного героя, а потому наделил Доктора качествами, из-за которых ему будет трудно сочувствовать.
В более поздних выпусках «Майора Грома» авторы решили отойти от политизированности комикса; отсылки к реальным политическим событиям более не появлялись, а само повествование ушло от политики как таковой. Изменениям также подвергся творческий состав команды: на посту художника Константина Тарасова сменила Анастасия Ким, а в качестве соавтора Артёма Габрелянова по сценарию вместо Евгения Федотова выступил Иван Скороходов. Изначально действие второй сюжетной арки было перенесено из Санкт-Петербурга в Дублин, Ирландию, для того чтобы максимально избежать любых политических аллюзий и негативного отображения российской обыденности. В последующих арках, однако, события вновь происходят в Петербурге. В конечном итоге, после сюжетной арки «Игра», в которой Чумной Доктор убивает близких Игоря Грома, повествование принимает мрачный тон, и остаётся таковым до самого конца серии. Критики в своём большинстве благосклонно приняли изменения, отмечая, что отсутствие политизированности, а также более глубокая проработка персонажей, пошла комиксу во благо.

### Издание
Первый выпуск вышел 8 октября 2012 года; последующие номера «Майора Грома» тоже издавались каждое 8 число, до октября 2014, когда выход выпусков был перенесён на пятое число месяца в связи с появлением двух новых серий, «Метеора» и «Экслибриум», и, как следствие, изменениями в расписании выхода комиксов. После этого периодически возникали исключения: некоторые выпуски выходили на несколько дней раньше, другие — позже. Определённые выпуски имели дополнительный тираж с альтернативной обложкой, чаще всего приуроченный к фестивалям, либо являющийся эксклюзивом для тех или иных магазинов комиксов. Номера с 35 по 41 входили в сюжет кроссовера «Время Ворона». 28 октября 2015 года вышел первый номер «Майора Грома» в американском интернет-магазине цифровых комиксов ComiXology. К настоящему времени на английском языке вышло 15 номеров. В декабре 2016 года, вместе с выходом 50 юбилейного выпуска комикса, издательство объявило о закрытии серии. В январе 2017 года в рамках перезапуска основных линеек комиксов Bubble «Майор Гром» получил серию-продолжение под названием «Игорь Гром», которая повествует о дальнейшей судьбе Игоря Грома, более не являющегося майором полиции. «Игорь Гром» также прекратил своё существование с выходом 50 выпуска; сюжет продолжился в серии «Майор Игорь Гром», посвящённой приключениям Грома после возвращения на службу.
В графическом романе «Хроники Инока: Штурм Берлина», действие которого разворачивается во время Великой Отечественной войны, дед главного героя серии «Инок» объединяется с дедом Игоря Грома в борьбе против солдатов Третьего рейха; позже книга была переиздана с дополнительными страницами и новым названием — «Инок и Майор Гром: Штурм Берлина». В 2016 году на фестивале «Хомякон», организуемом Bubble, состоялся анонс пародийного юмористического комикса «Игорь Угорь», в котором главные герои серии предстают в образе разумных говорящих животных, вроде угря, сардины или змея. Для продвижения короткометражного фильма 15 февраля 2017 года был выпущен комикс под названием «Майор Гром: Шанс», раскрывающий предысторию к событиям фильма. Помимо самого комикса издание также включало дополнительные материалы, посвящённые работе над фильмом. 29 декабря 2018 года вышел ваншот спин-офф «Майор Гром: Обещание», показывающий один из дней жизни Игоря Грома и Юлии Пчёлкиной. На Comic Con Russia 2019 были представлены спин-офф серия из четырёх выпусков «Майор Гром: Как на войне», в которой молодой Игорь Гром, только поступивший на службу, пытается раскрыть самое ажиотажное преступление Петербурга, и графический роман «Майор Гром: 1939», выполненный в стилистике «золотого века комиксов» и описывающий приключения Игоря Грома в сеттинге Советского Союза. Также по мотивам «Майора Грома» вышло несколько серий спин-оффов, посвящённых другим персонажам комикса: первым стал «Дубин Дима: Провинциальные каникулы», выходивший в рамках серии «Легенды Bubble» с мая по август 2018 года и описывающий приключения напарника Грома во время его отпуска; второй — сольная серия о заклятом враге Грома Чумном Докторе, рассказывающая о жизни Сергея Разумовского после событий кроссовера «Время Ворона».
Первого октября 2014 года вышел первый том комикса, собравший в себе первые шесть выпусков. Впоследствии другие номера также выходили в составе сборников. Каждый том получал допечатку с альтернативной обложкой. Помимо самих комиксов были включены дополнительные материалы: комментарии создателей, скетчи и зарисовки персонажей, локаций, эскизы обложек и их неиспользованные варианты. Седьмой сборник, «Майор Гром и Красная Фурия — Книга 7: В сердце тьмы», стал общим между «Майором Громом» и «Красной Фурией», и содержал выпуски с 38 по 41 соответствующих серий. На Comic Con Russia 2020 был представлен сборник «Майор Гром: Герой навсегда», состоящий из шести новых историй, посвящённых различным версиям титульного героя: Грома из оригинального комикса, Грома в отставке из «Игоря Грома» или Грома в образе говорящего угря из «Игоря Угря». В 2018 году компанией BroDen Games по мотивам «Майора Грома» была создана и выпущена карточная игра на основе словесной ролевой игры «Мафия».

## Восприятие
«Майор Гром» получил преимущественно сдержанно-положительные отзывы. Первые выпуски серии подвергались большей критике и в целом получили негативные отзывы, как среди обычных читателей, так и среди обозревателей. Главными минусами назывались чрезмерная простота и клишированность сюжета, диалогов и архетипов персонажей, а также консервативно-охранительная политизированность первой сюжетной арки: главным положительным героем выступает майор полиции, защищающий жизни коррумпированных чиновников и бизнесменов, которых убивает главный злодей в лице миллионера-филантропа, поднимающего протестное движение среди гражданского населения и агитирующего против продажности власть имущих. Последующие выпуски удостоились более положительных отзывов, главным образом за уход от политики и развитие персонажей Игоря Грома и Чумного Доктора из карикатурных героев в более глубоких и проработанных персонажей. Образ Грома также неоднократно сравнивался с Остапом Бендером и Шерлоком Холмсом в исполнении Роберта Дауни младшего.
В ретроспективе от портала «Канобу», в контексте события «Второе дыхание», «Майор Гром» был назван наиболее впечатляющей из основных серий комиксов Bubble. Причиной тому послужило, по мнению автора, отсутствие у Игоря Грома суперспособностей и факт того, что майор — обычный человек. Также было отмечено, что в «Майоре Громе» лучше всего демонстрируется развитие главных героев — Игоря Грома в неуверенного и разбитого депрессией человека и его архиврага Сергея Разумовского в жестокое чудовище. Арсений Крымов, рецензент журнала «Мир фантастики», отметил, что сюжет «Майора Грома» о честном полицейском, борющемся с преступностью, выглядит фантастично на фоне остальных серий комиксов издательства, добавив, что он был бы уместнее в сериале по типу «Улицы разбитых фонарей», чем в рамках супергеройского комикса. Рецензент не обошёл стороной и политизированность «Майора Грома», то как его первая сюжетная арка строилась на «сюжетах, вырванных из топов обсуждаемых тем» и «остроактуальных политических мемах», вроде «белых лент» и выражения «жулики и воры». Уход от политизированности в дальнейших выпусках был назван Крымовым удачным решением, пошедшим комиксу на пользу, так как сюжет не претендовал на серьёзный политический комментарий в духе «Хранителей». Редактор «ВОС» Кирилл Савинов в своей заметке о первых выпусках комиксов издательства назвал их «консервативно-охранительными с ярким, но не самым добросовестным рисунком и упрощенными диалогами», также обращая внимание на в основном негативную реакцию любителей комиксов в социальных сетях издательства. Тем не менее Савинов назвал появление комиксов Bubble благоприятным для развития отечественной индустрии рисованных историй, и что их выход подстегнет развитие андеграундных российских комиксов. «Майор Гром» также появился в рубрике «Комикс дня» сайта, где был назван «самым бесстыдным» комиксом Bubble, а также единственным российским комиксом с западной «фанатской базой».
Обозреватель от сайта Geek-Freak.ru хвалил комикс за хорошую рисовку и харизматичных героев: Гром был назван сильным персонажем, за которым интересно наблюдать, а Чумной Доктор — хорошо прописанным злодеем, напоминающим «Джокера с примесью типичного анти-героя аниме». Среди недостатков была отмечена схожесть Грома на типичного героя из боевиков начала 2000-х, а также слабое раскрытие персонажа Димы Дубина. Рецензент от портала Comixi.ru напротив, выразил противоположное мнение и подверг персонажа Игоря Грома резкой критике за его плоскость, «картонность» и отсутствие внутренних противоречий и сомнений у майора. Чумной Доктор же, как и в большинстве других рецензий, получил более благосклонный отклик и был назван ярким персонажем. Сам комикс был раскритикован за поверхностную простоту, политизированность и излишнюю пафосность. Несмотря на это, «Майор Гром» получил 3 балла из 5 за стремление популяризировать комиксы в России. Автор с ресурса Redrumers в своём материале, посвящённом становлению комиксов Bubble, охарактеризовал первые выпуски серии как слишком простые в сюжетном плане, как «в детективах не лучшего качества». Следующие арки были удостоены более положительной оценки, отмечается развитие образа как майора Грома, так и его врага, Чумного Доктора. Степан Зайцев, представляющий сайт StoneForest.ru, также оценил постепенное развитие серии и её персонажей, и отметил, что в более поздних выпусках тон повествования становится более мрачным. Был положительно принят рисунок Константина Тарасова, который автор сравнил со стилистикой манги, а также работа художников Анны Рудь, Эдуарда Петровича и Андрея Васина. Рисунок Анастасии Ким, однако, подвергся критике за «приукрашенную анатомию тел» и «слащавые формы лиц». По итогу Зайцев дал комиксу 8 баллов из 10 и назвал его интересной детективной серией, с захватывающими расследованиями и экшеном.
Николай Филончик из Geekster выделил всё те же недостатки комикса, что и его коллеги из других изданий: персонаж Игоря Грома был недостаточно проработан, отчего в своих решениях и действиях больше напоминает «машину», чем живого человека. Тем не менее, первые два выпуска «Майора Грома» были названы более удачными, чем таковые у «Бесобоя». Также было отмечено и постепенное улучшение качества комикса, как в плане сюжета, так и в плане рисовки — об этом писал в своей рецензии на одиннадцатый выпуск Буянов Константин, также представляющий Geekster. По его мнению, рисовка авторства Анастасии Ким напоминает работы Диснея и в целом более приятна глазу, чем грубый и угловатый стиль Константина Тарасова, а сюжет представляет собой удачную работу над ошибками первых выпусков. Наиболее резкой критике комикс подвергся от сайта SpiderMedia.ru — помимо солидарности с мнением других рецензентов относительно поверхности сюжета, поверхности персонажей, политизированности и грубой рисовки, «Майор Гром» также корили за отсутствие оригинальности, слишком вульгарное отображение женских персонажей и вымученность текстов и диалогов. Центральной аудиторией комикса были названы «люди, которые приносят кассу русским фильмам, смотрят российское телевидение, о том, что такое комиксы, знают весьма опосредованно» и что с коммерческой точки зрения ориентироваться именно на них логично, однако проблема предвзятого отношения такой аудитории к формату комикса издательством никак не решается. В повторной рецензии от SpiderMedia.ru призванной проанализировать динамику развития серии спустя два года после её начала, авторы отметили «скачкообразный» уровень качества сюжета комикса от арки к арке, всё ещё сохраняющуюся поверхностность, неопределённость и частые эксперименты с образом Игоря Грома, а также то, что помощнику Грома Диме Дубину, потенциально интересному персонажу, уделяют слишком мало внимания в рамках сюжета. Как и многие другие рецензенты, представители SpiderMedia.ru похвалили рисунок Анастасии Ким. В завершение была озвучена мысль, что развитию «Майора Грома» поспособствует смерть Юли Пчёлкиной (что впоследствии и произошло в арке «Игра»). Обозреватель ресурса ComicsBoom.net назвал «Майора Грома» неплохим детективным экшеном, имеющим задатки на дальнейшее развитие, однако не обошёл стороной предсказуемость сюжета и непонятные и неуместные отсылки к поп-культуре.

## Экранизации

### Майор Гром (короткометражный фильм)
Возможность создания киноадаптации по комиксам Bubble, в том числе и «Майора Грома», рассматривалась генеральным директором издательства, Артёмом Габреляновым, ещё во время основания издательства. В октябре 2015 года на Comic-Con Russia было объявлено о создании собственного киноподразделения — Bubble Studios, которому и предстояло заняться будущим фильмом. Среди всех имеющихся на тот момент серий комиксов было решено экранизировать «Майора Грома», так как специфика его сюжета и сеттинга позволяла сэкономить на создании спецэффектов. Режиссёром фильма стал Владимир Беседин, известный по развлекательной сатирической программе «Шоу Гаффи Гафа» на YouTube, он же совместно с Артёмом Габреляновым написал сценарий. Роль Игоря Грома исполнил российский актёр Александр Горбатов. Сам фильм является короткометражкой длительностью в 29 минут, призванной стать пробным проектом перед разработкой полноценной полнометражной киноадаптации. По сюжету майор Игорь Гром пытается остановить ограбление банка спасти заложников и задержать банду из трёх вооружённых грабителей, скрывающих лица под масками хоккеистов из советского мультфильма «Шайбу! Шайбу!».
Международная премьера состоялась 11 февраля 2017 года на Берлинском кинофестивале. 19 февраля 2017 года прошла премьера для широкой публики в виде прямой трансляции на сайте Life.ru. 21 февраля фильм был опубликован на YouTube-канале издательства, где за первые сутки набрал более 1,7 миллиона просмотров. Отзывы профильной прессы были главным образом положительными: критики отмечали качественно проделанную работу над визуалом фильма, боевыми сценами и трюками, однако негативно встретили актёрскую игру и примитивный сюжет. 

### Майор Гром: Чумной Доктор
Представители Bubble неоднократно заявляли: короткометражный фильм являлся лишь пробным проектом; в случае его успеха последуют съёмки полнометражного фильма и, вероятно, киноадаптации других комиксов издательства. Короткометражка была принята положительно, и, как следствие этого, 30 сентября 2017 года на фестивале Comic-Con Russia был анонсирован фильм «Майор Гром: Чумной Доктор» и показан первый тизер проекта. Над полнометражной адаптацией работала совершенно новая команда: из-за творческих разногласий с командой короткометражки, Bubble Studios приняла решение нанять других людей. Так, на посту режиссёра вместо Владимира Беседина оказался Олег Трофим, наиболее известный по фильму «Лёд», а Тихон Жизневский заменил Александра Горбатова в роли Игоря Грома. Смены в творческом составе послужили причиной задержки выхода фильма на несколько лет, а сама концепция картины была переделана с нуля — изначально планировалось проводить съёмки при помощи голливудских продюсеров и на английском языке, однако потом было решено отказаться от этой идеи. Фильм стал вольной экранизацией первой сюжетной арки комикса и повествует о противостоянии майора полиции Игоря Грома и убийцы-линчевателя, известного как Чумной Доктор. 
Премьера «Майор Гром: Чумной Доктор» прошла 25 марта 2021 в петербургском кинотеатре «Аврора». 1 апреля 2021 года состоялся выход в широкий прокат. Онлайн-премьера фильма состоялась 5 мая 2021 года в онлайн-кинотеатрах «КиноПоиск HD» и Netflix, в каждом из которых возглавил топы просмотров. 7 июля 2021 года «Майор Гром: Чумной Доктор» стал доступен на Netflix для международной публики. Картина получила смешанные, в основном умеренно-позитивные отзывы, однако критике подверглись отсутствие оригинальности и излишнее копирование клише голливудских фильмов. Часть рецензентов находила намёки на государственную пропаганду, хотя с этим мнением согласились не все рецензенты, сами создатели также её отрицали. Фильм также провалился в прокате: при бюджете в 640 млн рублей сборы составили всего 328 млн рублей.

### Гром: Трудное детство
18 декабря 2021 года на фестивале Bubble Comics Con киноподразделение издательства анонсировало новый фильм о приключениях Игоря Грома — «Гром: Трудное детство». Согласно сюжету картины, Константин Гром, отец Игоря Грома, вместе с Федором Прокопенко охотится за боссом криминального мира Петербурга, известным как Анубис. Параллельно Игорь со своим лучшим другом Игнатом ищут способ быстро заработать много денег, из-за чего дети ввязываются в крайне сомнительные авантюры. Приквел, как и «Чумного Доктора», снял режиссёр Олег Трофим, а за сценарий отвечали Евгений Федотов, Екатерина Краснер и Артём Габрелянов. Съёмки «Трудного детства» начались в марте 2022 года в центре Санкт-Петербурга и завершились в мае. 5 июня 2022 года создатели фильма показали первый тизер-трейлер, а также раскрыли актёрский состав проекта: роль юного Игоря Грома досталась Каю Гетцу, а его отца — Сергею Марину. Создатели пообещали, что фильм более полно раскроет предысторию персонажей «Чумного Доктора». В отличие от предыдущего полнометражного фильма, «Трудное детство» вышло сразу на онлайн-кинотеатре «Кинопоиск» в начале 2023 года, минуя тем самым кинотеатральный релиз.

### Майор Гром: Игра
Фильм под названием «Майор Гром: Игра» был официально анонсирован 28 января 2023 года на фестивале Bubble Comics Con. Режиссёром вновь выступит Олег Трофим. Тихон Жизневский, Любовь Аксёнова Александр Сетейкин и другие актёры из первого фильма вернутся к своим ролям, также появятся некоторые персонажи из комиксов. Появится и совершенно новый персонаж по имени Призрак. По словам Артёма Габрелянова, продюсера и одного из сценаристов фильма, проект покажет, как на Игоря Грома повлияет популярность, свалившаяся на него после событий «Чумного Доктора». В феврале 2023 года Жизневский для подготовки к съёмкам начал заниматься в спортзале, учитывая критику его телосложения в первом фильме. По словам Трофима, «Игра» станет «широким, зрительским, удивительным аттракционом», но при этом сохранит в себе «эмоциональную глубину и пронзительность», которые были в «Чумном Докторе» и в фильме-приквеле «Гром: Трудное детство». В том же месяце Габрелянов рассказал о том, что сюжет оригинального комикса был полностью переписан, а также сообщил о скором прибытии в Санкт-Петербург на съёмки и назвал «Трудное детство» «мостиком» между «Чумным Доктором» и «Игрой». Выход фильма предварительно указан как весна 2024 года

### Коллекционные издания
- Майор Гром — Книга 1: Чумной доктор. — Bubble Comics, Октябрь 2014. — Т. 1 (№ 1—6) и доп. материалы. — 200 с. — (Майор Гром). — ISBN 978-5-9907068-1-1.
- Майор Гром — Книга 2: Чумной доктор. — Bubble Comics, Декабрь 2014. — Т. 2 (№ 7—10) и доп. материалы. — 200 с. — (Майор Гром). — ISBN 978-5-9905844-5-7.
- Майор Гром — Книга 3: День святого Патрика. — Bubble Comics, Март 2015. — Т. 3 (№ 11—18) и доп. материалы. — 276 с. — (Майор Гром). — ISBN 978-5-9906506-1-9.
- Майор Гром — Книга 4: Как в сказке. — Bubble Comics, Октябрь 2015. — Т. 4 (№ 19—24) и доп. материалы. — 220 с. — (Майор Гром). — ISBN 978-5-9907068-4-2.
- Майор Гром — Книга 5: Игра. — Bubble Comics, Март 2016. — Т. 5 (№ 25—33) и доп. материалы. — 288 с. — (Майор Гром). — ISBN 978-5-9907605-2-3.
- Майор Гром — Книга 6: Голоса. — Bubble Comics, Июль 2016. — Т. 6 (№ 34—37) и доп. материалы. — 128 с. — (Майор Гром). — ISBN 978-5-9908270-0-4.
- Майор Гром и Красная Фурия — Книга 7: В сердце тьмы. — Bubble Comics, Сентябрь 2016. — Т. 7 Майор Гром — (№38—41), Красная Фурия — (№38—41) и доп. материалы. — 250 с. — (Майор Гром, Красная Фурия). — ISBN 978-5-9908270-8-0.
- Майор Гром — Книга 8: Последнее дело. — Bubble Comics, Июль 2017. — Т. 8 (№ 42—50) и доп. материалы. — 280 с. — (Майор Гром). — ISBN 978-5-9500084-0-5.